# سمرتشنا
سمرتشنا (به چکی: Smrčná) یک منطقهٔ مسکونی در جمهوری چک است که در ناحیه ییهلاوا واقع شده‌است. سمرتشنا ۱۲٫۳۷ کیلومتر مربع مساحت و ۳۶۶ نفر جمعیت دارد و ۵۸۴ متر بالاتر از سطح دریا واقع شده‌است.